# Marcin Horbacz
Marcin Horbacz (ur. 16 czerwca 1974 w Koszalinie) – polski pięcioboista, olimpijczyk z Aten i Pekinu.
Zawodnik ZKS Drzonków jest 9-krotnym medalistą Mistrzostw Polski : sześciokrotnie sięgał po złoto (2001–2005 2009), dwukrotnie po srebro (1999, 2000) oraz dwukrotnie zdobywał brązowe medale (1996 & 1998). Trzykrotnie zdobywał brązowe medale podczas Mistrzostw Europy: w 2007 indywidualnie zaś w 2004 oraz w 2005 w sztafecie. Podczas Igrzysk Olimpijskich w Atenach w 2004 Horbacz był blisko życiowego sukcesu: po 3 konkurencjach plasował się na 2. miejscu, a ponieważ nieźle biegał przyzwoity występ w jeździe konnej gwarantował mu medal. Jednak koń, którego wylosował Polak nie chciał współpracować i nie przeskoczył żadnej przeszkody co spowodowało spadek Horbacza na koniec klasyfikacji (ostatecznie zajął 32. miejsce). Podczas kolejnych Igrzysk Olimpijskich (Pekin 2008) zajął 13. pozycję.
Jest żołnierzem Wojska Polskiego w stopniu sierżant.